# Szczepankowo-Kolonia
Szczepankowo-Kolonia – część wsi Szczepankowo w Polsce, położona w województwie podlaskim, w powiecie łomżyńskim, w gminie Śniadowo.
Dawniej gromada w gminie Szczepankowo.